# Lopidea hesperus
Lopidea hesperus är en insektsart som först beskrevs av George Willis Kirkaldy 1902.  Lopidea hesperus ingår i släktet Lopidea och familjen ängsskinnbaggar. Inga underarter finns listade i Catalogue of Life.